# ترانه‌شناسی فتانه
فتانه ملک زاده خواننده پاپ (تولد ۱۴ فروردین ۱۳۳۵ تهران)  است. او از اواسط دههٔ پنجاه خورشیدی وارد عرصه خوانندگی شد و از فعال‌ترین خواننده‌های دههٔ ۶۰ و ۷۰ خورشیدی بود. فتانه یکی از پرطرفدارترین خوانندگان زن ایرانی بوده و این شهرت را به پاس آهنگ‌های شاد خود به دست آورده‌است.

## آلبوم‌ها

### تفسیر (۱۳۵۶-۱۳۶۲)
- بازنشر آثار پیش از انقلاب فتانه

| نام ترانه       | ترانه‌سرا        | آهنگساز      | تنظیم |
| --------------- | --------------- | ------------ | ----- |
| تفسیر           | فاروق امیری     | لقمان ادهمی  | اریک  |
| گرفتار          | جمشید شیبانی    | جمشید شیبانی |       |
| فقط خدا میدونه  |                 | لقمان ادهمی  |       |
| رسیده           |                 | لقمان ادهمی  |       |
| قسمت            | جمشید شیبانی    | جمشید شیبانی |       |
| بیقرار          | ایرج فتحی       | ایرج فتحی    |       |
| چیله بلبل       | ترکی            | ترکی         |       |
| گرفتار (بی‌کلام) | گرفتار (بی‌کلام) | جمشید شیبانی |       |

### هوار هوار (۱۳۶۳)
| نام ترانه    | ترانه‌سرا       | آهنگساز        | تنظیم              |
| ------------ | -------------- | -------------- | ------------------ |
| هوار هوار    | جمشید شیبانی   | جمشید شیبانی   | اسفندیار منفردزاده |
| هوار هوار    | جمشید شیبانی   | جمشید شیبانی   | کاظم رزازان        |
| ساقی         | جمشید شیبانی   | جمشید شیبانی   | نوید نحوی          |
| سرود مهربونی | هدی            | ایرج طاهری     | نوید نحوی          |
| طلوع عشق     | ایرج طاهری     | ایرج طاهری     | اسفندیار منفردزاده |
| طلوع عشق     | ایرج طاهری     | ایرج طاهری     | کاظم رزازان        |
| عاشق         | ایرج طاهری     | ایرج طاهری     | بهروز پناهی        |
| چیله بلبل    | ترکی استانبولی | ترکی استانبولی | نوید نحوی          |
| گل سرسبد     | بیژن سمندر     | حسن شماعی‌زاده  | منوچهر چشم‌آذر      |

### گناه (۱۳۶۴)
| نام ترانه | ترانه‌سرا          | آهنگساز      | تنظیم         |
| --------- | ----------------- | ------------ | ------------- |
| گناه      | جمشید شیبانی      | جمشید شیبانی | کوروس شاهمیری |
| توبه گرگ  | همایون هوشیارنژاد | ناصر چشم‌آذر  | کوروس شاهمیری |
| بهشت      | ایرج فتحی         | ایرج فتحی    | کوروس شاهمیری |
| پر کشیده  | جمشید شیبانی      | جمشید شیبانی | منوچهر چشم‌آذر |
| اشک       | جمشید شیبانی      | جمشید شیبانی | بهروز پناهی   |
| چرا رفتی  | نعیم              | نعیم         | نوید نحوی     |

### سنگ (۱۳۶۵)
| نام ترانه       | ترانه‌سرا      | آهنگساز            | تنظیم          |
| --------------- | ------------- | ------------------ | -------------- |
| سنگ             | جمشید شیبانی  | جمشید شیبانی       | منوچهر چشم‌آذر  |
| مرغ شانس        | شهبال شب‌پره   | شهبال شب‌پره        | بیژن قادری     |
| انتظار          | منصور خراسانی | بیژن قادری         | بیژن قادری     |
| ماه نٙخشٙب        | منصور خراسانی | بازسازی آهنگ قدیمی | کاظم عالمی     |
| کبوتر سفید      | یحیی مسجدی    | محمود قربانیان     | آندرانیک       |
| تو را دوست دارم | منصور خراسانی | حسین صمدی          | کاظم عالمی     |
| عروس            | جمشید شیبانی  | جمشید شیبانی       | فریدون حیدرنیا |

### هفت روز هفته (۱۳۶۷)
| نام ترانه        | ترانه‌سرا          | آهنگساز       | تنظیم         |
| ---------------- | ----------------- | ------------- | ------------- |
| هفت روز هفته     | شهبال شب‌پره       | شهبال شب‌پره   | نوید نحوی     |
| بسمه             | ایرج فتحی         | ایرج فتحی     | کاظم عالمی    |
| دنیا دنیا        | شهبال شب‌پره       | شهبال شب‌پره   | نوید نحوی     |
| دلمو آب میکنه    | همایون هوشیارنژاد | سعید مهناویان | محمد مقدم     |
| رفته سفر         | شهبال شب‌پره       | شهبال شب‌پره   | نوید نحوی     |
| درد              | تورج نگهبان       | حسین صمدی     | کاظم رزازان   |
| چه کنم چیکار کنم | جمشید شیبانی      | جمشید شیبانی  | کاظم عالمی    |
| عاطفه            | دکتر نیرسینا      | جمشید شیبانی  | کوروس شاهمیری |

### گل و آتش (۱۳۶۹)
| نام ترانه         | ترانه‌سرا          | آهنگساز        | تنظیم          |
| ----------------- | ----------------- | -------------- | -------------- |
| نامهربون          | بیژن سمندر        | حسن شماعی‌زاده  | مهداد زندکریمی |
| سلما              | همایون هوشیارنژاد | فریدون حیدرنیا | فریدون حیدرنیا |
| غم تنهایی         | سعید مهناویان     | سعید مهناویان  | منوچهر چشم‌آذر  |
| الهی امشب صبح نشه | نصرالله ریاح‌پور   | بابک رادمنش    | فریدون حیدرنیا |
| بذارین برم من     | رشید مرادی        | رشید مرادی     | محمد مقدم      |
| ملا ممد جان       | افغانی            | افغانی         | منوچهر چشم‌آذر  |
| وقتی عاشق میشی    | هدی               | جمشید شیبانی   | کاظم رزازان    |
| سبزه کشمیر        | حسین همدانیان     | حسین همدانیان  | فریدون حیدرنیا |

### قصه (۱۳۷۰) مشترک با (ستار/شهره/ جمشید مجد )
| نام ترانه          | ترانه‌سرا     | آهنگساز     | تنظیم        |
| ------------------ | ------------ | ----------- | ------------ |
| شکوفه (شهره)       | مسعود فردمنش | سیاوش قمیشی | کاظم عالمی   |
| قصه (شهره)         | هومن         | سیاوش قمیشی | عبدی یمینی   |
| عروسی (فتانه)      | حسین واثقی   | حسین واثقی  | داوود اردلان |
| خواستگاری (ستار)   | حسین واثقی   | حسین واثقی  | داوود اردلان |
| رقیب (ستار)        | حسین واثقی   | حسین واثقی  | داوود اردلان |
| حاجی فیروز (جمشید) | قدیمی        | جمشید مجد   | جمشید مجد    |

### سالار (۱۳۷۱)
| نام ترانه | ترانه‌سرا       | آهنگساز        | تنظیم         |
| --------- | -------------- | -------------- | ------------- |
| چه کنم    | بیژن سمندر     | آندرانیک       | آندرانیک      |
| بهار      | هدی            | جمشید شیبانی   | منوچهر رستگار |
| نفرین     | جمشید شیبانی   | جمشید شیبانی   | منوچهر رستگار |
| سالار     | پاکسیما زکی‌پور | مجید قربانی    | مجید قربانی   |
| بار سفر   | جهانبخش پازوکی | جهانبخش پازوکی | منوچهر چشم‌آذر |
| جستجو     | جهانبخش پازوکی | جهانبخش پازوکی | منوچهر چشم‌آذر |
| شب یلدا   | بیژن سمندر     | آندرانیک       | آندرانیک      |
| قصه زندگی | بیژن سمندر     | حسن شماعی‌زاده  | منوچهر چشم‌آذر |

### کولی (۱۳۷۲)
| نام ترانه    | ترانه‌سرا          | آهنگساز        | تنظیم         |
| ------------ | ----------------- | -------------- | ------------- |
| فکر می‌کردی   | مسعود فردمنش      | مسعود فردمنش   | منوچهر چشم‌آذر |
| سوت نزن      | رشید مرادی        | رشید مرادی     | منوچهر چشم‌آذر |
| مریم پاکیزه  | جهانبخش پازوکی    | جهانبخش پازوکی | منوچهر چشم‌آذر |
| کوه          | پروین باوفا       | پروین باوفا    | آندرانیک      |
| کاش کاش      | همایون هوشیارنژاد | فتانه          | نوید نحوی     |
| یک و دو و سه | بیژن سمندر        | حسن شماعی‌زاده  | منوچهر چشم‌آذر |
| روزگار غریبی | منصور خراسانی     | سیاوش قمیشی    | نوید نحوی     |

### قناریها (۱۳۷۵)
| نام ترانه        | ترانه‌سرا       | آهنگساز       | تنظیم         |
| ---------------- | -------------- | ------------- | ------------- |
| آقازاده          | سیروس علی‌آبادی | فرهاد بشارتی  | فرهاد بشارتی  |
| اونور دنیا       | اردلان سرفراز  | پرویز غیائیان | منوچهر چشم‌آذر |
| طلسم (بازخوانی)  | احمد ظاهر      | احمد ظاهر     | منوچهر چشم‌آذر |
| دوستت دارم همیشه | جمشید شیبانی   | جمشید شیبانی  | صالح          |
| همچو گل‌ها        | سیروس علی‌آبادی | جمشید شیبانی  | صالح          |
| شب شب            | سیروس علی‌آبادی | جمشید شیبانی  | صالح          |
| قناریها          | جمشید شیبانی   | جمشید شیبانی  | صالح          |

### باورم کن (۱۳۸۰)
| نام ترانه      | ترانه‌سرا          | آهنگساز       | تنظیم     |
| -------------- | ----------------- | ------------- | --------- |
| آشنا           | همایون هوشیارنژاد | محمد مقدم     | محمد مقدم |
| عاشق منه       | همایون هوشیارنژاد | محمد مقدم     | محمد مقدم |
| دلبرک          | ژولیت             | محمد مقدم     | محمد مقدم |
| پنجره          | پروین امین‌پور     | پرویز قدرخانی | آندرانیک  |
| دلم میخواد     | سخاوت علیزاده     | پرویز قدرخانی | آندرانیک  |
| نگفتم چرا گفتم | مسعود فردمنش      | محمد مقدم     | محمد مقدم |
| گل قاصد        | مسعود فردمنش      | محمد مقدم     | محمد مقدم |
| باورم کن       | همایون هوشیارنژاد | هندی          | محمد مقدم |

### گذشته‌های شیرین
- آلبوم گردآوری شده از سایر تک آهنگ‌های فتانه

| نام ترانه           | نام ترانه           | ترانه‌سرا     | آهنگساز       | تنظیم          | انتشار |
| ------------------- | ------------------- | ------------ | ------------- | -------------- | ------ |
| گذشته‌های شیرین      | گذشته‌های شیرین      | جمشید شیبانی | جمشید شیبانی  | بهروز پناهی    | ۱۳۶۵   |
| زیر سر یار بلند شده | زیر سر یار بلند شده | بیژن سمندر   | حسن شماعی‌زاده | منوچهر چشم‌آذر  | ۱۳۶۹   |
| عروس فرنگی          | عروس فرنگی          | جمشید شیبانی | جمشید شیبانی  | محمد مقدم      | ۱۳۶۸   |
| دوست دارم           | دوست دارم           | جمشید شیبانی | جمشید شیبانی  | منوچهر چشم‌آذر  | ۱۳۶۶   |
| عروسی               | عروسی               | جمشید شیبانی | جمشید شیبانی  | فریدون حیدرنیا | ۱۳۶۵   |
| نرو نرو             | نرو نرو             | جمشید شیبانی | جمشید شیبانی  | آندرانیک       | ۱۳۶۸   |
| چرا نموندی          | چرا نموندی          | پروانه سالم  | پروانه سالم   | بهروز پناهی    | ۱۳۷۲   |
| تولد                | تولد                | بیژن سمندر   | حسن شماعی‌زاده |                | ۱۳۷۱   |
| خزه‌ها               |                     |              |               |                |        |
| نبض (معجزه)         | نبض (معجزه)         | فاروق امیری  | لقمان ادهمی   | اریک آرکانت    | ۱۳۵۶   |
| مدلی (کنسرت ۱۹۸۷)   | اشک                 | جمشید شیبانی | جمشید شیبانی  | اجرای زنده     | ۱۳۶۶   |
| مدلی (کنسرت ۱۹۸۷)   | هوار هوار           | جمشید شیبانی | جمشید شیبانی  | اجرای زنده     | ۱۳۶۶   |
| مدلی (کنسرت ۱۹۸۷)   | بهشت                | ایرج فتحی    | ایرج فتحی     | اجرای زنده     | ۱۳۶۶   |
| مدلی (کنسرت ۱۹۸۷)   | بیقرار              | ایرج فتحی    | ایرج فتحی     | اجرای زنده     | ۱۳۶۶   |

## تک ترانه‌ها
| نام ترانه                                     | ترانه‌سرا      | آهنگساز       | تنظیم         | سال انتشار  | بخشی از ترانه                                                                 |
| --------------------------------------------- | ------------- | ------------- | ------------- | ----------- | ----------------------------------------------------------------------------- |
| طنین صلح (باهمراهی معین، مرتضی، اندی و کوروس) | لیلا کسری     | فرخ آهی       | فرخ آهی       | ۱۳۶۵        |                                                                               |
| گل سرخ                                        | مینا جلالی    | صادق نوجوکی   | صادق نوجوکی   |             | شور نفس‌هات منو تازه کرد پیرهن گل رو واسم اندازه کرد گفتی از عشق و دلم زار زد  |
| اشتباه                                        |               |               |               |             | چه آسان می‌گریزی از نگاهم نمی‌دانم که بخشیدی گناهم تو در آغاز راه و من تمامم    |
| مهربونی                                       |               |               |               |             | می‌گفتی مهربونی کنار من می‌مونی فقط تویی تو دنیا که با من هم‌زبونی               |
| غزل غزل                                       | میترا         | فتحی          | فتحی          |             | غزل غزل برای تو غزل غزل فدای تو ستاره‌های آسمون ریخته به‌زیر پای تو             |
| قسم                                           | م. آزادی      | فرشاد         |               |             | قسم نده منو نمیشه بگم دوسِت ندارم قسم نده منو نمیشه بی‌تو دووم بیارم            |
| آسمون کبود                                    | کریم فکور     | کریم فکور     | فرشاد رستمی   | ۲۰۱۴        | ای آسمون کبود مگه من چه بد کردم که دلم ز دام بلا نشود رها یک‌دم                |
| خاطرخواه                                      |               | حسن شماعی‌زاده |               | ۲۰۱۶        | خاطرخواه منی اما همیشه به هر در می‌زنی در وا نمیشه با یک چشمک زدن کاری نمیشه   |
| عزیزترین                                      | شهرام حسینی   | سالار مقدم    | سالار مقدم    | ۲۰۱۶        | یه‌حس عاشقونه میونِ هردومونه خدا خودش می‌دونه که من برات می‌میرم                  |
| سیمین‌بری (لایو)                               | ابراهیم صفایی | جمشید شیبانی  |               |             | سیمین‌بری گل‌پیکری آری از ماه و گل زیباتری آری همچون پری افسونگری آری           |
| دل سنگ                                        | سعید شایسته   | سعید شایسته   | سالار مقدم    | ۲۰۱۸        | دلِ سنگتو بشکن ولی قلبمو نشکن دیگه حرفی از دوری نزن و نزن با من                |
| عاشقونه                                       | پوریا متابعان | سالار مقدم    | سالار مقدم    | ۲۰۱۸        | تا وقتی مال من نشی یه‌لحظه‌م آروم نمیشم همه غمام یادم میره وقتی که تو باشی پیشم |
| عروس (در چندشنبه باسینا)                      |               |               |               |             | امشب ای عاشق‌ترین فرهاد مشرق‌زمین، عشق بی‌آلایشم را در نگاهم ببین                |
| یادگاری (به‌همراه رابی‌رام)                     |               |               |               | ۲۰۱۹        | هنوزم احساس صدات برای ما بی‌ انتهاس توی ترانه‌های تو قشنگ‌ترین خاطره‌هاس          |
| عشق موندگار                                   | سینا ایزدبین  | مهرداد آسمانی | معراج میرزایی | ۲۰۱۸        | عشق تو سایه‌بونه رو سر روزگارم یه‌دم نباشی انگار یه‌عمر در انتظارم               |
| واسه اینه                                     | ندا فرشید     | شهرام فرشید   | شهرام فرشید   | ۲۰۲۲        | تورو می‌خوام قده دنیا نمی‌دونی آخه می‌گفتی که از عشق پشیمونی                     |
| آخر احساس                                     | علی اسلامی    | علی صیف       | آرمین مرسی    | ۲۰۲۳ - ۱۴۰۲ | عشق من قلب تو آخر احساسه رگ خواب منو چشم تو می‌شناسه                           |